# Croton eluteria
Der Kaskarillabaum (Croton eluteria) ist eine Pflanzenart aus der artenreichen Gattung Croton in der Familie der Wolfsmilchgewächse (Euphorbiaceae).

## Beschreibung
Croton eluteria wächst als Strauch oder kleiner Baum und kann Wuchshöhen bis zu 8–12 Meter erreichen. Der gerade Stamm erreicht Durchmesser bis etwa 20 Zentimeter. Die Rinde des Stammes ist blass gelbbraun mit feinen Rissen; sie weist in Abständen weiße oder graue Flecken auf. Junge Zweige sind schuppig.
Die wechselständigen und gestielten, eiförmigen und ganzrandigen bis schwach gekerbten oder gezähnten Laubblätter sind oft leicht herzförmig an der Basis und stumpf zugespitzt. Die Blattstiele sind schuppig. Die Blattunterseite ist dicht und die blass- bis graugrüne Oberseite leicht mit silbrigen Schuppen, Schülfern bedeckt die aus der Entfernung weißlich, silbrig wirken. Die Blätter besitzen einige durchsichtige Drüsen. An baumartig wachsenden Exemplaren sind die Blätter verhältnismäßig kleiner und schmaler. Die Nebenblätter fehlen.
Croton eluteria ist einhäusig gemischtgeschlechtig (monözisch). Die eingeschlechtlichen und fünfzähligen Blüten mit doppelter Blütenhülle stehen dicht in aufrechten, end- oder achselständigen, gemischten, traubigen Blütenständen zusammen. Die gestielten, kleinen, weißen Blüten verströmen einen intensiven, angenehmen Duft. Der tief geteilte Kelch mit bewimperten Zipfeln, Lappen ist außen bräunlich schuppig. Die sehr kleinen Petalen sind bewimpert. Der dreikammerige und schuppige Fruchtknoten der wenigen weiblichen Blüten ist oberständig mit drei, dreifach gegabelten Griffeln mit länglichen Narbenästen. Die vielen männlichen Blüten besitzen etwa 10 kurze Staubblätter. Es sind jeweils Nektarien vorhanden.
Es werden kleine, dreifächerige und bis dreisamige, rundliche, wärzliche, schülferige Kapselfrüchte mit Griffelresten und beständigem Kelch gebildet. Die glatten und glänzenden Samen besitzen eine kleine Caruncula.

## Verbreitung
Das Verbreitungsgebiet von Croton eluteria liegt in der Neotropis. Die ursprüngliche Heimat liegt in der Karibik, auf den Bahamas, in Kuba, der Dominikanische Republik und in Haiti. In Mexiko, Guatemala, Panama sowie in den südamerikanischen Staaten Kolumbien und Ecuador ist sie mittlerweile verbreitet, wie auch z. B. in Nigeria.

## Nutzung
Man verwendet die aromatische Rinde zum Aromatisieren von Tabak, man mischt sie manchmal so oder eine Tinktur daraus bei. Sie eignet sich auch als Räucherwerk. Extrakte aus der Rinde werden auch zum Aromatisieren von Getränken (Campari) verwendet.
Die ätherischen Öle (Cascarillöl) werden wie die Extrakte in Getränken genutzt, sowie z. B. für Gebäck, Süßigkeiten oder in Würzmischungen und als Duftkomponente in der Parfümerie, in Seifen, Lotionen, Cremes etc.
Auch in der Volksmedizin findet die Rinde Verwendung, z. B. als Chininersatz.
Die Arzneidroge heißt deutsch (C)Kaskarillrinde, spanisch Cascarilla (Cascarillae Cortex, Cortex Cascarillae, Cortex Eluteriae, Cortex Thuris), es handelt sich um die getrocknete Rinde.
Verwandt sind Croton niveus, Croton guatemalensis und Croton reflexifolius die mglw. eine einzige Art bilden, sowie Croton subfragilis, Croton glabellus die Colpachirinde liefern. Ähnliche Rinden liefern auch Colpachi Hintonia latiflora oder Exostema caribaeum und Coutarea hexandra.

## Systematik
Der schwedische Naturforscher Carl von Linné listete die Art unter dem Taxon Clutia eluteria in seinem 1753 erschienenen Werk Species Plantarum. Der schottische Botaniker William Wright bezog sich 1787 in London Med. J. 8: 249 mit Croton eleutheria auf dieses Basionym, verschob die Art jedoch von der Gattung Clutia in die Gattung Croton. 1788 veröffentlichte Olof Swartz in Prodr. [O. P. Swartz] 100 mit Croton eluteria den heute gültigen Artnamen, allerdings ist dies als Isonym zu betrachten und daher gilt die etwas frühere Veröffentlichung von William Wright.